# Заяс (община)
Община Заяс (мак. Општина Зајас) — община в Північній Македонії. Адміністративний центр — село Заяс. Розташована на заході Македонії, Південно-Західний статистично-економічний регіон, з населенням 11 605 мешканців. Загальна площа общини 161,08 км².